# Dobiesław z Konarów i Koszyc
Dobiesław z Konarów i Koszyc herbu Ostoja (zm. ok. 1409 r.) – stolnik krakowski, podsędek ziemski krakowski.

## Życiorys
Dobiesław był zapewne synem lub wnukiem Wincentego z Koszyc. Pełnił urząd stolnika krakowskiego (notowany od 1392 do 1393). Potem był podsędkiem ziemskim krakowskim (1394 - 1409). Pierwszy raz został odnotowany 24 grudnia 1378 roku. W maju 1395 roku występował w roli świadka w dokumencie Władysława II Jagiełły, w którym poświadczono, że Jan z Tarnowa, wojewoda sandomierski, nabył Przewrocze i Porębę od Dersława Pełkowica. W roku 1398 sądził się z klasztorem cysterskim w Jędrzejowie o niwę koło Konarów. W październiku 1398 roku królowa Jadwiga zaakceptowała kupno wsi Koszycka Wola przez Dobiesława. Kilka lat później, w dniu 3 października 1405 roku Dobiesław zawarł układ małżeński z Mściszkiem z Konaszówki dotyczący związku syna Dobka z Konarów z Elżbietą, wnuczką Mściszka i córką Włodka z Konaszówki. Według tego układu Dobiesław ustanowił Mściszka opiekunem i obrońcą w swych dobrach dziedzicznych. Po śmierci obaj mieli przekazać swoje majątki wnukom. Ostatni raz Dobiesław z Konarów i Koszyc występował 27 sierpnia 1409 roku, gdy wraz z Janem z Oleśnicy zatwierdzali zbycie dóbr Leńcze przez sołtysa Franczka Annie, żonie Jana Coibera. Pod datą 17 grudnia 1409 roku został wspomniany jako zmarły. Jego żoną była nieznana z imienia córka Paszki Niedźwiedzia z Bogumiłowic. Dobiesław z Konarów i Koszyc miał dzieci: Jana Rokosza, Dobiesława, Ścibora i Elżbietę zw. też Helką, żonę Andrzeja z Niegosławic.